# Герт Гемайнер
Герт Гемайнер (нім. Gerth Gemeiner; 2 жовтня 1918, Дрезден — 3 липня 1944, Атлантичний океан) — німецький офіцер-підводник, оберлейтенант-цур-зее крігсмаріне.

## Біографія
9 жовтня 1937 року вступив на флот. З вересня 1940 року — офіцер роти 2-ї навчальної дивізії підводних човнів. З червня 1941 року — 2-й вахтовий офіцер на підводному човні U-38. З грудня 1941 року — 1-й вахтовий офіцер на U-160. В травні-червні 1942 року пройшов курс командира човна. В червні-серпні 1942 року — командир U-146, з 2 вересня 1942 по 27 грудня 1943 року — U-137, з 22 січня 1944 року — U-154, на якому здійснив 2 походи (разом 103 дні в морі). 3 липня 1944 року U-154 був потоплений в Північній Атлантиці північно-західніше Мадейри глибинними бомбами американських ескортних міноносців «Інч» і «Фрост». Всі 57 членів екіпажу загинули.

## Звання
- Кандидат в офіцери (9 жовтня 1937)
- Морський кадет (28 червня 1938)
- Фенріх-цур-зее (1 квітня 1939)
- Оберфенріх-цур-зее (1 березня 1940)
- Лейтенант-цур-зее (1 травня 1940)
- Оберлейтенант-цур-зее (1 квітня 1942)